# 猪繁殖与呼吸综合征
猪繁殖与呼吸综合征（英語：Porcine Reproductive and Respiratory Syndrome，简称PRRS），俗称藍耳病，该病由猪繁殖与呼吸综合征病毒（PRRSV）引起，可导致母猪出现繁殖障碍及仔猪出现严重呼吸道疾病。是一种严重影响经济效益的猪传染病，美国养猪业每年因猪蓝耳病所造成的损失达到六亿美元。
蓝耳病于1987年首次在美国中西部出现，并迅速在中欧地区传播，在全球养猪业均呈地方性流行，但至今仍未能有效控制。
目前中国农业部及一些农业专家认为在中国广泛传播的猪高热病即由蓝耳病病毒（PRRSV）的高致病性病毒株所引起。

## 历史
猪繁殖和呼吸障碍综合征于1987年在美国首次发现。在1987年至1988年期间，疫情在美国北卡罗来纳州、明尼苏达州和爱荷华州等地迅速暴发，引发了大规模的猪只流产、死胎等繁殖障碍。因其病因不明而被称为“猪神秘病”（Mystery Swine Disease，MSD）。随后MSD迅速蔓延至美国主要养猪地区，并且在加拿大也出现了疫情爆发。据统计，截至1990年秋季，美国19个州的1611个猪场和加拿大3个省的187个猪场都受到了MSD的影响。
1990年冬季，欧洲开始出现MSD的流行，首先在德国爆发，仅1991年3月德国就发生了3000多起疫情，但未发现与北美之间有关联。随后，荷兰、西班牙、比利时、英国和法国等国家相继报告了该病的暴发。此后，丹麦、意大利、希腊、奥地利、马耳他、匈牙利、俄罗斯、捷克、斯洛伐克、斯洛文尼亚和波兰等国也陆续报道了该病的发生。
在亚洲，1991年台湾首先报告了该病的暴发，随后在1993年至1996年期间，韩国、日本、菲律宾和中国大陆相继发生了疫情。此后，猪蓝耳病病毒进一步传播到了世界上绝大多数养猪国家。至今仅有少数国家如瑞士、新西兰和澳大利亚等尚未报告该病的发生与流行。
1991年，在美国明尼苏达州召开的“首届SIRS/PRRS国际研讨会”上统一将此病命名为“porcine reproductive and respiratory syndrome (PRRS)”。同年，中国农业部在《中华人民共和国进境动物一、二类传染病、寄生虫病名录》中，将该病增列为二类传染病，并定名为“猪繁殖与呼吸综合征”。

## 病原学
猪繁殖和呼吸障碍综合征主要由猪繁殖和呼吸障碍综合征病毒（PRRSV）所引起，PRRS病毒是属于網巢病毒目动脉炎病毒科的一種有囊膜的病毒，似球狀，直徑45到65纳米，囊膜表面有纖突，相對平滑。目前PRRSV有两个不同血清型的毒株，北美（PRRSV-2）型为VR-2332毒株，而欧洲型（PRRSV-1）则为Lelystad病毒。
普遍认为PRRSV可能是其他同科病毒跨物种感染猪后演化而来。PRRSV与同科的小鼠乳酸脱氢酶增高症病毒（lactate dehydrogenase elevating virus, LDV）的序列同源性最高，尤其是与德国的LDV-P株有较近的亲缘关系。因此，推测PRRSV可能是由LDV-P变异体经过中间宿主野猪感染家猪而形成。一种假说认为，LDV-P在感染野外老鼠后发生了突变，带毒的老鼠通过撕咬或者野猪误食带毒的老鼠将LDV-P突变体传播给中欧的野猪，并且产生了适应野猪的突变体病毒，即PRRSV前体病毒。
在1912年，野猪在欧洲、北非和亚洲广泛分布，而当时美国盛行狩猎活动，从德国引进的受感染野猪将PRRSV前体病毒传播到了美国。带毒的野猪与逃逸的农场猪或者自由散养的家猪接触或者杂交，随后PRRSV前体病毒在欧洲和北美洲的猪群中独立演化，并经过了大约70年的宿主和环境适应，最终形成了两种不同基因型的PRRSV。
也有观点认为为从野猪中检测到的PRRSV序列均可以划分到PRRSV-1或PRRSV-2，并未监测到PRRSV前体病毒。

## 临床症状

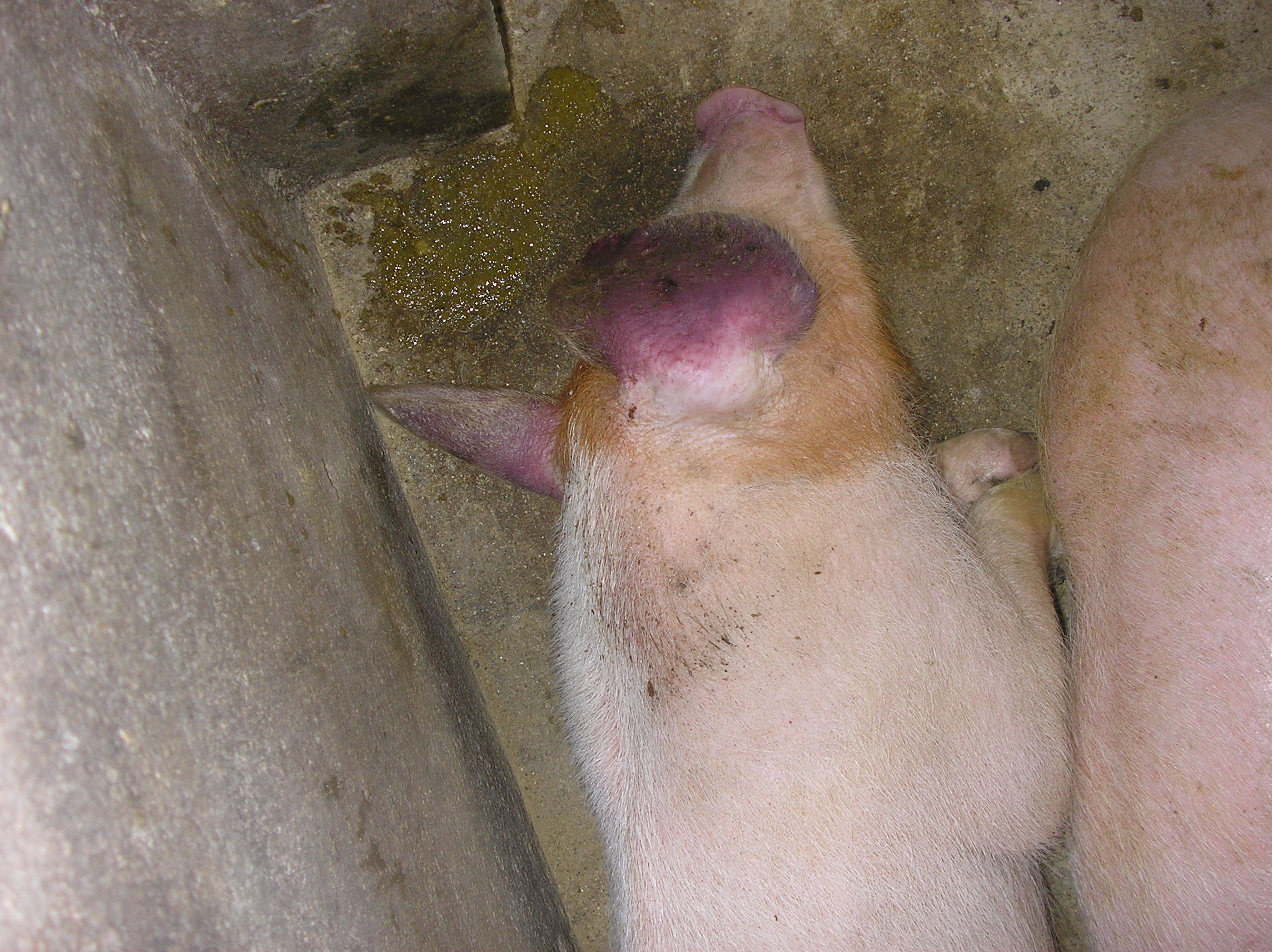
发病的猪耳朵变为紫色

豬被病毒感染後，先在局部易感巨噬細胞中複製，然後迅速向全身淋巴線組織和在肺部擴散。大約一周左右，豬出現高燒不退和腹瀉等症狀，懷孕母豬染病後出现产仔率下降、流产、死胎及弱胎率高达30%~100%。有時病豬耳朵會發紺變為藍色，因此稱為「豬藍耳病」。

## 預防
1.不隨意引進外來豬隻及精液

2.空欄時進行清潔消毒

3.異地飼養

4.不共用針頭、刀械器具

5.不隨意施打或更換疫苗

6.使用黏膜免疫誘發蛋白